# Camarada
Camarada é uma forma de tratamento amistosa e tem o sentido de "companheiro", "colega" ou "aliado". Deriva do termo espanhol camarada  (do latim camara: quarto ou alojamento) usado a partir do século XVI para designar 'grupo de soldados que dormem e comem juntos'. A palavra foi introduzida na língua portuguesa no século XVII, também com o sentido de grupo de soldados que partilham o mesmo quarto; por sinédoque,  passou a significar, informalmente, 'companheiro de armas' ou simplesmente 'companheiro'.
Em alemão, o termo equivalente, Genosse, passou a ser usado em 1875, entre os membros do Partido Social-Democrata . Atualmente, parece ter caído em desuso, entre os social-democratas de língua alemã. Na Rússia, após a Revolução Russa de 1917, os comunistas adotaram a palavra tovarisch (em russo, Товарищ) como forma de tratamento igualitário, em substituição às formas pré-revolucionárias, que traduziam diferenças de classe - ainda que o termo devesse ser seguido do título, patente ou cargo do interlocutor, a exemplo de Camarada General, no caso de um general do exército. Mas, afinal, o uso de  tovarisch  ficou praticamente restrito à linguagem formal das saudações protocolares, na antiga URSS.
O termo 'camarada', tradução de tovarisch em português, passou a ser amplamente utilizado por militantes de partidos comunistas dos países lusófonos, pelo menos até o colapso da URSS e a subsequente dissolução da maioria dos partidos comunistas do Ocidente.  No caso dos partidos socialistas e dos movimentos de esquerda da América Latina, tornou-se  usual, a partir da segunda metade do século XX, o emprego do termo 'companheiro' - possivelmente por influência da Revolução Cubana -, o que foi especialmente notável no Brasil, a partir do início dos anos 1980, tanto no âmbito do Partido dos Trabalhadores  (PT), como dos sindicatos e movimentos sociais ligados à esquerda política.
Mas, fora o uso em contexto político ou militar, o termo 'camarada' manteve, em português, um sentido, mais genérico - de amigo fraterno, companheiro de trabalho ou membro de uma mesma associação etc. - , podendo também ser empregado como adjetivo, com o sentido de 'amigável' ou 'favorável'.
Quanto à forma apocopada 'camará', trata-se de um brasileirismo com origem nos cantos da capoeira e que seria mais tarde, já no século XX, incorporado ao  cancioneiro popular brasileiro, por autores como Vinicius de Moraes ("Água de Beber") e Gilberto Gil ("Parabolicamará").